# Typhaeus hiostius
Typhaeus hiostius là một loài bọ cánh cứng trong họ Geotrupidae. Loài này được Gene miêu tả khoa học năm 1836.